# معنى محوري
المعنى المحوري أو الدلالة المحورية أو الأصل الواحد أو الاشتقاق المحوري أو المعنى الحركي المعنى المحوري هو أنَّ لكل جذرٍ لغوي في المعجم العربي معنًى واحدًا جامعًا لا غير، وإنَّ هذا المعنى المحوري يُوجد في كل الأسرة الاشتقاقية للجذر أي في كل الألفاظ التي اشتٌقَّت من مادة الجذر اللغوي. وهو المعنى الذي يتحقق تحققاً علمياً في كل الاستعمالات المصوغة من هذا الجذر. وبهذا، يكون المعنى المحوري الجامع هو الضابط وهو المعيار الذي نحتكم إليه في تقرير ما هو الدقيق من تفسيرات الأئمة للمفردة والعبارة القرآنية، أو قولهم إنه المراد بها، وفي تقرير ما اخترناه أو عدلناه من الأمرين: (التفسير والمراد). وإنما كان هو الضابط؛ لأنه مستخلص من كل الكلمات والعبارات التي وردت عن العرب في هذا التركيب، فالمفروض أنه يحمل معنًی جامعًا لمعاني كل مفردات التركيب (الجذر)، ذا مذاق خاص به - بحيث يصلح أن تُفسر به كل كلمات التركيب وعباراته.
إن المعنى المحوري للتركيب (التركيب هو تسمية أخرى للجذر، مثل: كَتَب فهي تعتبر تركيب) إذا أحكم استخلاصه، فإنه يمكننا من إحكام تفسيرنا لمفردات التركيب في سياقاتها القرآنية، ويمكننا كذلك من تقویم التفسيرات المروية للفظ، لنختار منها ما نطمئن إلى صحته، ونستبعد ما يتجافى مع المعنى المحوري. وهذه جدوی بالغة القيمة؛ لأن كثيرًا من الألفاظ رویت لها تفسيرات مختلفة، ولا يسعنا الاختيار العشوائي، وبخاصة إذا كان السياق يسمح بأكثر من تفسير. وهذا المعنى المحوري هو من أهم مستويات التأصيل.

## أمثلة على المعنى المحوري

### المثال الأول
قولنا - مثلاً - إن الدلالة المحورية للجذر ((صلت)) هي: ((تجرُّد الشيء مما يعروه)) يعني أنَّ هذا المعنى يتحقق في كل استعمالات هذا الجذر، فمن ذلك قولهم:
- أصْلَتَ سيفَه: جرَّده من غِمْده (وهذا صريح).
- ورجلٌ صَلْتُ الجبين: واضحُه (جبينه مجرَّد من الشعر الذي يكسو ما حوله).
- والصَّلَتانُ: الحمار المنجرد القصير الشعر (قِصَرُ شعرِه يُبديه كأنه مجرَّد بالنسبة إلى طويل الشعر).
- وجاء بمرَقٍ يَصْلِتُ: إذا كان قليلَ الدَّسَم، كثيرَ الماء (مجرَّدٌ من قِشْرة الدَّسَم التي تعلو المَرَقَ الدَّسِم).
- وانصَلَتَ في سيره: مَضَى وسبق. (سَبْقُه يخلِّصه من بين ما حوله فيصيح وحدَه كأنه تجرَّدَ مما كان يحيط به).
- وقولنا: إن الدلالة المحورية للجذر (حزم) هي: ((شَدُّ الشيء وجمعُه))، يعني - كذلك - تحقُّق هذا المعنى في كل استعمالات هذا الجذر، وذلك مثل قولهم:
- حَزَم الشيء: إذا شدَّه (أي: أحاطه برباط وعَقَدَه).
- حُزْمة الحَطَبِ (عيدانه المربوطة معاً ربطاً محكماً).
- حِزام السَّرْج والرَّحْل (الحبلُ الذي يربِطهما بظهر الدابة رَبْطاً محكماً).
- الحَزْمُ، وهو ما غلُظ من الأرض وارتفع (الأرض الغليظة تكون شديدة التماسك بعضها ببعض، صُلْبة، وهذا اشتداد وتجمُّع).
- الحَزْمُ، وهو ضبط الإنسان أمرَه، والأخذُ فيه بالثقة. (هذا اشتداد معنوي محمول على الحسّي).

### المثال الثاني
(بثث - بثبث):
{الَّذِي خَلَقَكُمْ مِنْ نَفْسٍ وَاحِدَةٍ وَخَلَقَ مِنْهَا زَوْجَهَا وَبَثَّ مِنْهُمَا رِجَالًا كَثِيرًا وَنِسَاءً}  [النساء: 1].
«تمر بَثٌّ: منثورٌ متفرقٌ ليس في جرابٍ ولا وعاء. بثَّ الخيلَ في الغارة، وبثَّ الصيادُ كلابَه. وبثَّ الخبرَ وأَبَثَّهُ فانبَثَّ: فرَّقَهُ فتفرَّقَ ونشره. وانبثَّ الجرادُ في الأرض: انتشرَ. بَثْبَثَ الترابَ: استثارَهُ وكَشَفَه عما تحته».
المعنى المحوري: نشر ما كان مجتمعًا منضمًّا وتفريقه: كالتمر وسائر ما ذكر {وَبُسَّتِ الْجِبَالُ بَسًّا (5) فَكَانَتْ هَبَاءً مُنْبَثًّا} [الواقعة: 5-6] غبارًا منتشرًا. {يَوْمَ يَكُونُ النَّاسُ كَالْفَرَاشِ الْمَبْثُوثِ} [القارعة: 4]، {وَبَثَّ فِيهَا مِنْ كُلِّ دَابَّةٍ} [البقرة: 164] أي فرَّق ونَشَر (وكلمة دابة تجمع الحيوان كله، ومنه الطير) [قر 2/196 بتصرف]، ومثلها ما في [لقمان10، والشورى 29، الجاثية 4]، {وَبَثَّ مِنْهُمَا رِجَالًا كَثِيرًا وَنِسَاءً}  [النساء: 1] فرَّق ونشر في الأرض [قر 5/2]، وكأن كثيرًا صفة مؤكدة، فإن الكثرة من لوازم النشر في المعنى الأصلي {وَزَرَابِيُّ مَبْثُوثَةٌ} [الغاشية: 16]، كثيرة منتشرة. والبثّ: الحزن والغم والمرض الشديد المجتمع في النفس الذي يضطر صاحبه من شدته إلى أن يفضي به إلى أصحابه.
وهذا (الإفضاء) بث ونشر (والعامة تقول: فضفض). {إِنَّمَا أَشْكُو بَثِّي وَحُزْنِي إِلَى اللَّهِ} [يوسف: 26]: «حقيقة البثّ في اللغة ما يرد على الإنسان من الأشياء المهلكة التي لا يتهيأ له أن يخفيها. وهو من بثثته، أي فرقته، فسميت المصيبة بثًّا مجازًا» اهـ. [قر 9/251]. والخلاصة أن البثَّ هنا هو الحزن المبثوث. وهو يشكو إلى الله، أي رفع هذا الأمر أي سببه، أو أنه يشكو إلى الله أنه يبثّ ولا يستطيع أن يكظم، كأنما يطلب المعونة على الكظم.

### المثال الثالث
(حجج - حجحج):
{فَإِنْ حَاجُّوكَ فَقُلْ أَسْلَمْتُ وَجْهِيَ لِلَّهِ وَمَنِ اتَّبَعَنِ} [آل عمران: 20]
الحجج - محركة: (الوقْرة في العظم). والحُجُج - بضمتين: الطرق المُحفَّرة. وحجاج العين - كتاب وسحاب: العظم المطبق على وقبتها «كنَّت الضبع أولادها في حجاج عن رجل من العماليق (زعموا): أي عظم العين المحيط بالحدقة. وجلس كذا وكذا نفرًا في حجاج عين السمكة التي قذف بها البحر».
المعنى المحوري: تجوّف كهفي صلب أو متين (يحمي ضعيفا في داخله) - كججاج العين (يحمي مقلة العين بكل ما حولها) وكوقرة العظم وحفر الطريق.

## مميزات المعنى المحوري
- ومن الواضح، بعد، أن هذا المعنى المحوري، يتميز بما يلي:
- أنه تجريديّ، بمعنى أنه يُسْتخلَص مِنْ كل استعمالات الجذر - أو من أكثرها - استخلاصاً ينهض على لَمْح صور هذا المعنى في تلك الاستعمالات.
- أنه من صُنع اللغويّ، أو الباحث، بمعنى أنه بصورته المحورية قد لا يكون مصرّحاً به في المعاجم اللغوية التي تُفسر المفردات.
- أن هذا المعنى قد يتحقَّق في بعض الاستعمالات بصورة صريحة مباشرة، وقد يتحقق في بعضها الآخر بصورة تحتاج إلى تأويل بدرجات مختلفة.

فمعنى ((تجرُّد الشيء مما يعرُوه)) - وهو الدلالة المحورية لـ (صلت) - يتحقق بصورة صريحة مباشرة في قول العرب: ((أصْلَتَ السيفَ)) إذا جرَّده من غِمْده، وقولهم: ((الصَّلَتان)) للحمار المنجرد من الشعر، وقولهم: ((جاء بمرَقٍ يَصْلِت)) إذا تجرَّد مما يعلوه من الدَّسَم؛ فَظَهَرَ.
وأما قولهم: ((انْصَلَتَ الرجل)) إذا مضى وسبق، فيحتاج تأويلاً وبسطاً في القول، إذ إن السابق كأنه قد نفذ مِنْ بين من كانوا يحيطون به ويَغشوْنه كالغطاء، فصار - بِسَبْقه لهم - مجرَّداً عنهم، ومن غشيانهم إياه.
ومن صور هذه التأويلات: الربطُ بين الاستعمالات ذات المعاني الحسية، والأخرى ذات المعاني المجردة، بحيث تُحمَل الثانية على الأولى، وذلك مثل حَمْل ((الحَزْم)) بمعنى ضَبْط الإنسان أمرَه - وهذا معنى مجرَّد - على ((الحَزْم)) بمعنى شدَّ الشيء (كعيدان الحطب) شدّاً محكَماً: فينضبط، ولا يتسيَّب.

## صعوبات علمية
يقول محمد حسن جبل عن الصعوبات العلمية في خصوص المعنى المحوري التالي: " لقد واجهت صعوبات علمية في سبيل الوصول إلى المعنى الأصليّ، أو المعنى المحوري، لكل تركيب. كان من أهمها على الإطلاق:
إمكان تعدد المعنى الأصليّ، حيث وجدتني مدفوعًا إلى رفض هذا التعدد” لأنه بدا لي أن العملَ ـ حينئذٍ ـ سيكونُ قليلَ الجدوى، بمعنى أنني قد أُضطر إلى اقتراح معنى أصليّ لكلّ استعمال أو عدد من استعمالات التركيب، فيكون للتركيب الواحد خمسة معانٍ محورية أو أكثر. وهذا يعني بقاء الحاجة إلى بيان العلاقة بين أصول المجموعات. واتفق لي في ذلك الحين أن وُفِّقت في ردِّ كلِّ استعمالات بعض التراكيب إلى معنى أصلقيٍّ واحدٍ، فحفزني ذلك إلى محاولة شق طريقي في الرسالة كلها على هذا النمط.
وهنا درست عمل أحمد بن فارس في معجمه “مَقَايِيسِ اللُّغَةِ” فوجدت أنني يمكن أن أرد الأصول الكثيرة التي استنبطها لبعض التراكيب إلى أصل واحد. وشجعني ذلك على المضي قدمًا. ولم تكن كل أبعاد قيمة ذلك -أعني ردَّ كلِّ استعمالات التركيب إلى معنى واحد- واضحة في ذهني تمام الوضوح في ذلك الوقت. كلُّ ما هنالك أني رأيت ذلك النهج أقرب إلى النظرة المستقيمة من تعدد المعاني الأصلية لكلِّ تركيبٍ.
كانت الصعوبة التالية هي استعصاء بعض الاستعمالات على الانطواء تحت المعنى الأصليّ الذي أَسْتشعرهُ. فمثلًا إذا كان المعنى اللغويّ الأصليّ للحج هو القصد، فما موقع حِجَاج العين مثلًا من ذلك القصد؟
هنا برزت إحدى بنيات الطريق التي يمكن أن تَحْرِفَ السالك عن نهجه، وهي ما سمَّيْته بعد ذلك: الخِلابة. أعني ما نسميه في مصر “الفهلوة” أي المهارة الكلامية أو (الإنشائية) التي ليست وراءها حقيقة. وذلك كأن نقول في تركيب (حجج) إن حِجَاج العين هو الذي يحيط بالعين فيمكنها من (القصد) أي تصويب النظر إلى نقطة معينة. وهكذا.
والذي ردني عن هذا الطريق هو أنه تكشف لي أنني يمكن أن أقول أيضاً إن حِجَاج العين هو الذي يقتصد حركة العين، فلا يمكّنها من النظر إلى غير ما في مواجهتها إلا بالالتفات، مثلا. وهنا أدركت أن هذا السبيل خِلابة وكلام، وليس عِلْمًا ما دام يسمح بتوجيهات متباعدة تبدو كلها سائغة بدلا من توجيه واحد هو الذي يشهد له العِلْمُ أو العقل، فتحولت عن سبيل الخِلَابة هذا. ثم بالمحاولات الكثيرة وبالمعونة من الله تعالى هُدِيتُ إلى إمكان إعادة النظر في معنى (القصد)، هذا، وإلى أن معنى التركيب هو تجوف صلب يحمي ما يدخل فيه. أي أن المعنى المحوري لتركيب (حجج) يحتوي على معاني الصلابة، والكهفية، والدخول في كهف. وذلك كحِجَاج العين، هذا، وتبيَّنْتُ أن المعنى المحوري قليلا ما يعبر عنه بكلمة واحدة، بل غالبا ما يحتاج إلى صياغة مركبة، لتشمل كل معاني استعمالات التركيب الواردة.

## المعنى الحركي
إنّ اللفظ عند المخلوق له معنىً اتفاقيٌّ (اصطلاحيٌّ) جرى عليه العرف. أما في كلام الخالق فله معنىً أصليٌّ يسمّيه المنهج اللفظي (المعنى الحركي)، وهو أصل جميع المعاني. فإذا صادف أن يكون الاستعمال الاصطلاحي في مجرى المعنى الحركي فهو جزءٌ منه، وألاّ فهو خلاف الأصل، وإذن فهو استعمالٌ مخطوءٌ وإن كان موغلاً في القدم. ذلك أن كثيراً من الألفاظ القرآنية التي نزل بها القرآن لم يكن فيها شيءٌ من الاصطلاح يجري في مجراها. وهذا يعني أن مراد الله شيءٌ، وما كنّا نفهمه منها شيءٌ آخر.